# Dado Pršo
Miladin "Dado" Pršo (Zadar, 5 november 1974) is een Kroatische voormalig betaald voetballer van Servische afkomst. Hij speelde 32 interlands voor het Kroatisch voetbalelftal. Pršo scoorde in november 2003 twee keer in de play-offs tegen buurland Slovenië, waardoor de Kroaten zich plaatsten voor de EK-eindronde in Portugal.

## Clubcarrière
Pršo's profcarrière begon bij NK Zadar in 1991. Hij speelde daarna kort bij Hajduk Split en vervolgens bij tweede divisionist NK Pazinka. Hier maakte hij niet echt indruk, maar in 1993 vertrok hij naar Frankrijk. FC Rouen was zijn nieuwe club, voordat hij in 1995 naar Etoile FC Fréjus Saint-Raphaël vertrok.
Daar maakte hij indruk op AS Monaco, dat hem in 1996 aantrok. Eerst werd hij nog uitgeleend aan AC Ajaccio, maar vanaf 1999 speelde Pršo voor het eerste team van Monaco. Het team won dat jaar het Frans landskampioenschap.
Pršo hielp AS Monaco naar de UEFA Champions League finale van 2004. Eerder dat seizoen, op zijn verjaardag in 2003, scoorde hij vier doelpunten in de met 8-3 gewonnen wedstrijd tegen Deportivo de La Coruña. Na de finale vertrok Pršo naar Glasgow Rangers.

## Clubstatistieken
| seizoen | club            | land               | competitie              | duels | goals |
| ------- | --------------- | ------------------ | ----------------------- | ----- | ----- |
| 1997/98 | AC Ajaccio      | Vlag van Frankrijk | Ligue 2                 | 023   | 08    |
| 1998/99 | AC Ajaccio      | Vlag van Frankrijk | Ligue 2                 | 030   | 13    |
| 1999/00 | AS Monaco       | Vlag van Monaco    | Ligue 1                 | 020   | 02    |
| 2000/01 | AS Monaco       | Vlag van Monaco    | Ligue 1                 | 021   | 04    |
| 2001/02 | AS Monaco       | Vlag van Monaco    | Ligue 1                 | 011   | 02    |
| 2002/03 | AS Monaco       | Vlag van Monaco    | Ligue 1                 | 020   | 12    |
| 2003/04 | AS Monaco       | Vlag van Monaco    | Ligue 1                 | 029   | 08    |
| 2004/05 | Glasgow Rangers | Vlag van Schotland | Scottish Premier League | 034   | 18    |
| 2005/06 | Glasgow Rangers | Vlag van Schotland | Scottish Premier League | 021   | 07    |
| 2006/07 | Glasgow Rangers | Vlag van Schotland | Scottish Premier League | 028   | 04    |
| Totaal  | Totaal          | Totaal             | Totaal                  | 237   | 78    |